# Дикиджи, Владислав Максимович
Владислав Максимович Дикиджи (род. 22 августа 2004, Санкт-Петербург, Россия) — российский фигурист, выступающий в одиночном катании. Чемпион России (2025) и серебряный призёр (2024) чемпионата России, бронзовый призёр финала Кубка России (2024).

## Биография
Родился 22 августа 2004 года в Санкт-Петербурге в образованной семье. Его родители имеют по два высших образования — в экономической и управленческих сферах. Отец — Максим Дикиджи – болгарин. Фамилия Дикиджи происходит из турецкого языка и переводится как «портной».
Встал на коньки в четырёхлетнем возрасте. В шесть лет начал выступать на соревнованиях. До сезона 2014/15 занимался в школе фигурного катания «Невский лёд», где его тренировала Татьяна Петрова, а хореографом была Агата Смородина. Затем перешёл в школу «Звёздный лед», попав под руководство воспитанника Алексея Мишина Олега Татаурова, который в 1994 году занял одиннадцатое место на Олимпийских играх.

### Сезон 2023/2024
На старте сезона 2023/24 победил на двух этапах Гран-при (Кубка) России. Благодаря чему подходил к чемпионату России в декабре 2023 года в роли лидера сезона. После исполнения короткой программы на чемпионате он занимал первое место. Во второй день соревнований фигурист допустил единственную ошибку — в комбинацию к тройному лутцу добавил аксель лишь в один оборот. Остальные элементы были сделаны чисто, включая четверные прыжки: лутц и дважды сальхов — сольно и в каскаде. По сумме двух программ Дикиджи стал вторым, уступив действующему чемпиону России Евгению Семененко 1,01 балла. Весной 2024 года Владислав опубликовал видео с удачным приземлением акселя в четыре с половиной оборота, став вторым в мире человеком, которому покорился этот сложнейший прыжок.

### Сезон 2024/2025
В сезоне 2024/25 выиграл два этапа Гран-при (Кубка) России. В том же сезоне стал победителем чемпионата России, состоявшегося в Омске. На чемпионате России по прыжкам исполнил  два раза чистый четверной аксель (на разминке и на бис), который в мире покорялся только Илье Малинину.

## Результаты
| Соревнования                   | 18/19        | 19/20        | 20/21        | 21/22        | 22/23        | 23/24        | 24/25        |
| Национальные                   | Национальные | Национальные | Национальные | Национальные | Национальные | Национальные | Национальные |
| ------------------------------ | ------------ | ------------ | ------------ | ------------ | ------------ | ------------ | ------------ |
| Чемпионат России               |              |              |              | 11           |              | 2            | 1            |
| Первенство России — юн.        | 16           | 14           | 6            | 9            | 5            |              |              |
| Финал Кубка (Гран-при) России  |              |              | 1 юн.        | 1 юн.        |              | 3            | 4            |
| Этапы Гран-При России. II этап |              |              |              |              |              |              | 1            |
| Этапы Гран-При России. IV этап |              |              |              |              |              | 1            |              |
| Этапы Гран-При России. V этап  |              |              |              |              |              |              | 1            |
| Этапы Гран-При России. VI этап |              |              |              |              |              | 1            |              |
| Чемпионат России по прыжкам    |              |              |              |              | 6            | 8            | 2            |
| Национальные командные         |              |              |              |              |              |              |              |
| Чемпионат России по прыжкам    |              |              |              |              |              | 2            | 1            |